# Canale di Kazinga

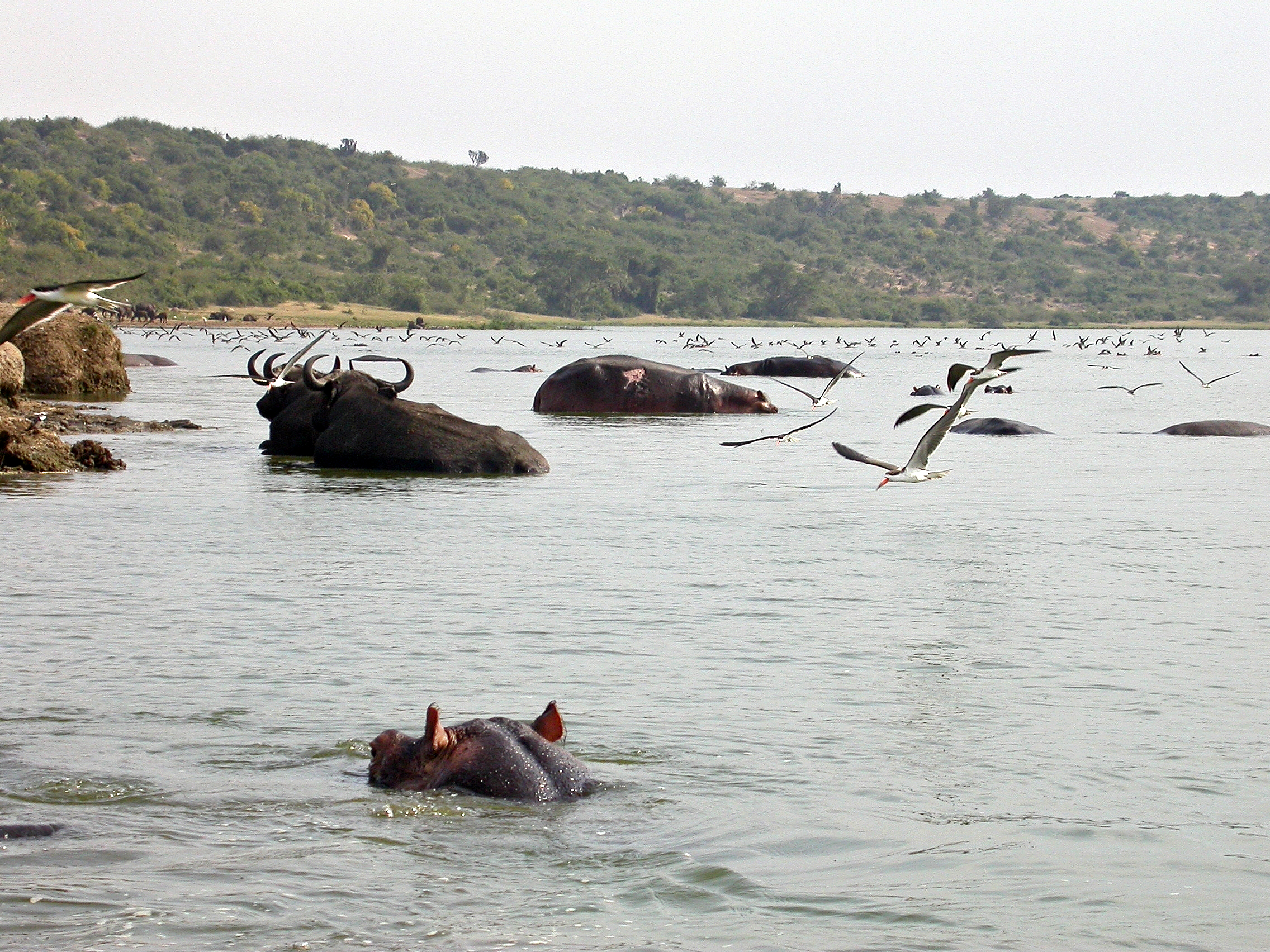
Ippopotami nel Canale di Kazinga

Il canale di Kazinga è un canale naturale lungo 32 km che collega i laghi Edward e George in Uganda. Prende il nome da un omonimo villaggio di pescatori, situato sulle sue sponde. Il canale domina il paesaggio del Parco nazionale della Regina Elisabetta, il principale parco nazionale faunistico, e attrae una vasta fauna; vi si registra tra l'altro, una delle massime concentrazioni di coccodrilli e ippopotami al mondo.